# Carollia manu
Carollia manu, el ('murciélago frutero del Manú') es una especie de quiróptero que ocupa una pequeña área de distribución en Perú (departamentos de Cuzco, Madre de Dios y Puno) y Bolivia (departamento de La Paz), a altitudes comprendidas entre los 1300 y los 2250 m. La denominación de la especie se debe a que su holotipo procede de la Reserva de la Biosfera del Manú. Los hábitats en que se ha capturado van de bosque montano tropical a bosque nuboso.
Se trata de una especie de relativa gran talla en comparación con otras del mismo género, lo que permite distinguirle con facilidad de las simpátricas Carollia castanea, C.subrufa y C.benkeithi, así como de C.brevicauda, aunque esta última es la más similar. 
Su pelo es tricolor en las regiones dorsal y pectoral y bicolor en la abdominal e inguinal. Este rasgo permite distinguirlo de Carollia colombiana, cuyo pelo dorsal es tetracolor. De C. sowelli se puede distinguir porque este último no tiene el antebrazo tan densamente peludo como C.manu. Las diferencias externas con C.perspicillata radican en el pelaje más denso del de Manú, que también tiene la tibia más larga. En cualquier caso, para asegurar el diagnóstico debe recurrirse a caracteres dentales y craneales.